# 一宮郵便局 (徳島県)
一宮郵便局（いちのみやゆうびんきょく）は、徳島県徳島市にある郵便局。民営化前の分類では無集配特定郵便局であった。

## 概要
住所：〒771-3132 徳島県徳島市一宮町東丁437の2

## 沿革
- 1885年（明治18年）10月16日 - 開設。
- 1955年（昭和30年）2月11日 - 市町村合併に伴い、徳島市内の郵便局となる。
- 1986年（昭和61年）2月10日 - 徳島郵便局（後の徳島中央郵便局）と国府郵便局（後の徳島西郵便局）へ集配業務を移管、無集配局となる。
- 2007年（平成19年）10月1日 - 民営化に伴い、郵便局株式会社一宮郵便局となる。
- 2012年（平成24年）10月1日 - 日本郵便株式会社発足に伴い、日本郵便株式会社一宮郵便局となる。

## 取扱内容
- 郵便、印紙、ゆうパック、内容証明
- 貯金、為替、振替、振込、国債
- 生命保険、バイク自賠責保険
- 郵便局のみまもりサービス
- ゆうちょ銀行ATM

## 風景印
- なし

## 周辺
- 徳島市一宮コミュニティセンター
- 徳島市一宮保育所
- 徳島市一宮幼稚園
- 徳島市一宮小学校
- 徳島名西警察署一宮町駐在所
- 鮎喰川
- 徳島県道21号神山鮎喰線
- 徳島県道207号鬼籠野国府線
- 徳島県道208号一宮下中筋線

## アクセス
- JR高徳線 徳島駅下車。バス分。
- 徳島市営バス 西丁・一宮東停留所下車。徒歩分。
- 徳島バス 西丁停留所下車。徒歩分。
- 徳島県道21号神山鮎喰線
- 駐車場:3台